# Die Superschurken-Liga
Die Superschurken-Liga (engl. League of Super Evil) ist eine US-amerikanisch-kanadische Zeichentrickserie, die von 2009 bis 2012 produziert wurde.

## Inhalt
In verschiedenen zehn- bis zwanzigminütigen Episoden kämpfen der größenwahnsinnige Voltar, Dr. Schrott, Roter Rüpel und Knurrmageddon gegen andere Kinder aus der Nachbarschaft. Die vier streben die Herrschaft über das Stadtviertel an; sie wollen richtig böse Dinge tun und von allen gefürchtet werden. Voltar, der Anführer der Superschurken-Liga, findet es beispielsweise böse, eine Grillparty zu veranstalten, ohne jemanden einzuladen oder in einem Restaurant für Bösewichte zu essen. Die Liga scheitert entweder am Widerstand der Nachbarskinder oder aber an ihrer eigenen Unfähigkeit. Obwohl ihre Aktionen immer vereitelt werden, glauben sie jedoch stets, gewonnen zu haben.

## Charaktere

### Hauptschurken
- Voltar ist der Kopf der Schurkenbande. Er findet es u. a. böse, ein Garagentor zu öffnen oder eine Piñata mit Käse zu füllen.
- Dr. Schrott ist Wissenschaftler und findet Zerstörungsstrahler und Gedankenkontrollierer böse.
- Roter Rüpel ist ein rothaariger Muskelprotz und hat ein schlichtes Gemüt. Trotzdem wird offenbart, dass er die Intelligenz Albert Einsteins habe.
- Knurrmageddon ist ein großer Monsterhund. Er frisst gerne Schrott und mag es, die Henchbots zu zerstören.
- Die Henchbots sind zwei Roboter mit der Aufschrift 017 und 032, die oft auseinanderfallen.

### Andere Schurken
- Kopflossus ist der erfolgreichste Schurke der Stadt. Er nennt die Superschurken immer Menschlinge und lebt in einem interstellaren Raumschiff.
- Der Puma ist eine böse alte Frau, in die Dr. Schrott verliebt ist. Sie wollte eine Bank überfallen, scheiterte damit aber an der Superschurken-Liga.
- Der Schlangenmeister muss angeblich immer Erster in einer Schlange sein. Er hat einen merkwürdigen Akzent und besitzt vier Roboter.
- Jules LeSimian ("Der (Lack)Affe") ist der Leiter des Restaurants Villaynes. Nachdem dieses explodierte, arbeitet er als Hotelleiter im städtischen Metrocity-Hotel.
- Schurkino Schurkino (im engl. Original: Mysterio Villaino) ist ein Geselle mit dem Akzent von Voltar.
- Commander Chaos ist der Erzfeind der Force-Fighters-V und besitzt einen gigantischen Kampfroboter.
- Doktor Miedermeyer von Feinripp ist Voltars Feind, seit dem Kindergarten.
- Humongo ist der Anführer eines außerirdischen Kriegsvolkes, den Gynormannen.
- Rock Grufthington ist ein schurkischer Rockstar. Dr. Schrott ist sein größter Fan.
- Der Rasende Rächer ist ein Schurke, der anderen ihre Wagen stiehlt, wenn er sie in einem Rennen besiegt
- Die Duperschelmen-Liga sind "Spiegelbilder" der Superschurken-Liga. Wo sie herkommen, ist nicht bekannt. Ihre Namen sind: Bolkar, Dr. Schutt, Blonder Pflegel und Bellmageddon.

### Helden
- General Sergeant ist der Anführer der mächtigsten Armee der Welt. Seine Tochter heißt Elizabeth "Blizzi Lizzi". Er ist der Erzfeind von Kopflossus.
- Justiz-Jan wurde in seinen Jobs immer entlassen und will ein Superheld werden. Nun arbeitet er für Jules LeSimian.
- Nanny Boo Boo ist eine Superheldin, die unartigen Kindern eine Lektion erteilt. Sie hat immer einen Regenschirm dabei.
- Prachtkerl ist ein Superheld. Immer wenn er davon fliegt ruft er "Prächtiger Abflug". Sein Gegenspieler ist Kopflossuz.
- Die Force-Fighters-V ist eine Superheldengruppe, bestehend aus Pink, Minzgrün, Magenta, Lilablassblau und Goldgelb und sind eine Parodie der Power Rangers
- Der Nachtschatten ist ein Superheld, der immer in der Nacht aktiv wird.

## Produktion und Veröffentlichung
Erfunden wurde die Serie von Philippe Ivanusic-Vallee, Davila LeBlanc und Peter Ricq. Die Produktion fand bei Nerd Corps Entertainment statt, in Zusammenarbeit mit dem kanadischen YTV. Cartoon Network vertreibt die Serie weltweit.
Am 7. März 2009 wurde die erste Folge ausgestrahlt. Sie ist inzwischen auch auf Kanälen in Kanada, Spanien, den Niederlanden, Portugal, Indien, Australien, Neuseeland, Großbritannien und in Frankreich zu sehen. Die deutsche Erstausstrahlung erfolgt seit dem 11. März 2010 auf Disney XD. Auch Super RTL überträgt sie in Deutschland.

## Synchronisation
Die deutsche Synchronisation wurde von VSI-Synchron nach einem Dialogbuch von Mario von Jascheroff produziert, der auch Synchronregie führte.
| Charakter           | Englischer Sprecher | Deutscher Sprecher |
| ------------------- | ------------------- | ------------------ |
| Voltar              | Scott McNeil        | Gerald Schaale     |
| Dr. Schrott         | Lee Tockar          | Uwe Büschken       |
| Roter Rüpel         | Colin Murdock       | Gerrit Schmidt-Foß |
| Schurkino Schurkino | Peter Kelamis       |                    |
| General Sergeant    | Blu Mankuma         | Helmut Krauss      |